# Rezeda (növénynemzetség)
A rezeda (Reseda) a rezedafélék (Resedaceae) családjába tartozó nemzetség, melybe illatos lágy szárú növények tartoznak. Őshonosak a mediterrán vidéken Délnyugat-Ázsiától az Ibériai-félszigetig és a Kanári-szigetekig.

## Jellemzők
Egy-, kétnyári vagy évelő növények, melyek 40–130 cm nagyságúra nőnek meg.  Szárán a levelei 1–15 cm nagyságúak, a föld felől felfelé körkörös alakban épülnek fel.  Formáját tekintve alakja szálas vagy ovális, osztottságát tekintve ép és hasadt is lehet.  Virágzatát vékony, cövekszerűen álló, kalászszerűen elhelyezkedő, kicsi, 4-6 sziromból álló virágok alkotják fehér, sárga, narancs vagy zöld színben pompázva.  A termése kicsi, száraz, kapszulaformájú, melyben a magok találhatók.

## Fajok
Körülbelül 50-70 fajt sorolnak ide, beleértve a legismertebbeket az alábbiak szerint:
- Fehér rezeda (R. alba)
- Reseda aucheri
- Reseda complicata
- Reseda glauca
- Vadrezeda (R. lutea)
- Festő rezeda (R. luteola)
- Szagtalan rezeda (R.inodora)
- Reseda odorata
- Terpedt rezeda (R. phyteuma)
- Reseda pruinosa
- Reseda scoparia
- Reseda villosa

## Magyarországon előforduló rezedák
Leggyakoribb a gyomtársulásokban országszerte megtalálható vadrezeda (Reseda lutea), jóval ritkább, általában útszéli gyomtársulások tagja a nagyra növő sárga vagy festő rezeda (Reseda luteola), Magyarországon többek közt a Gödöllői-dombság területén él.  Száraz gyepeken szintén nem túl gyakori faj a terpedt rezeda (Reseda phyteuma), nagyon ritka és védett növény a szikes talajokon előforduló szagtalan rezeda (Reseda inodora).

## Hasznosítása
Szaporítása magról történhet, hiszen az átültetést rosszul tűri. Leghatásosabb ha rászórják az előkészített termőföldre majd vékony réteggel betakarják, illetve gyepre is lehet szórni a magjait.
A rezedák nem csak mutatós növények, hanem nagyon illatosak is. Jellegzetes édes ambrózia illatú a viráguk. Illatanyagát felhasználják parfüm vagy pot-pourri készítéséhez. A Viktoriánus korban kedvelt légfrissítő volt ezért ablakokban és cserepekben is termesztették. A rómaiak altatóként és a sebek gyógyításában, mint gyógyszert alkalmazták.
Hasonlóan a festő buzérhoz a festő rezeda gyökeréből készítettek sárga festéket. A 20. század végéig keresett volt a növény a festék előállítása miatt, azonban felváltották a szintetikus úton előállított olcsóbb sárga színanyagok.
Charles Darwin felhasználta a R. odorata növényt tanulmányai során és a „A keresztező és önbeporzás hatása a növényvilágban” művében írt róla.
Kísérletek folynak a vadrezedában lévő luteolin rákellenes hatásairól.

## Galéria

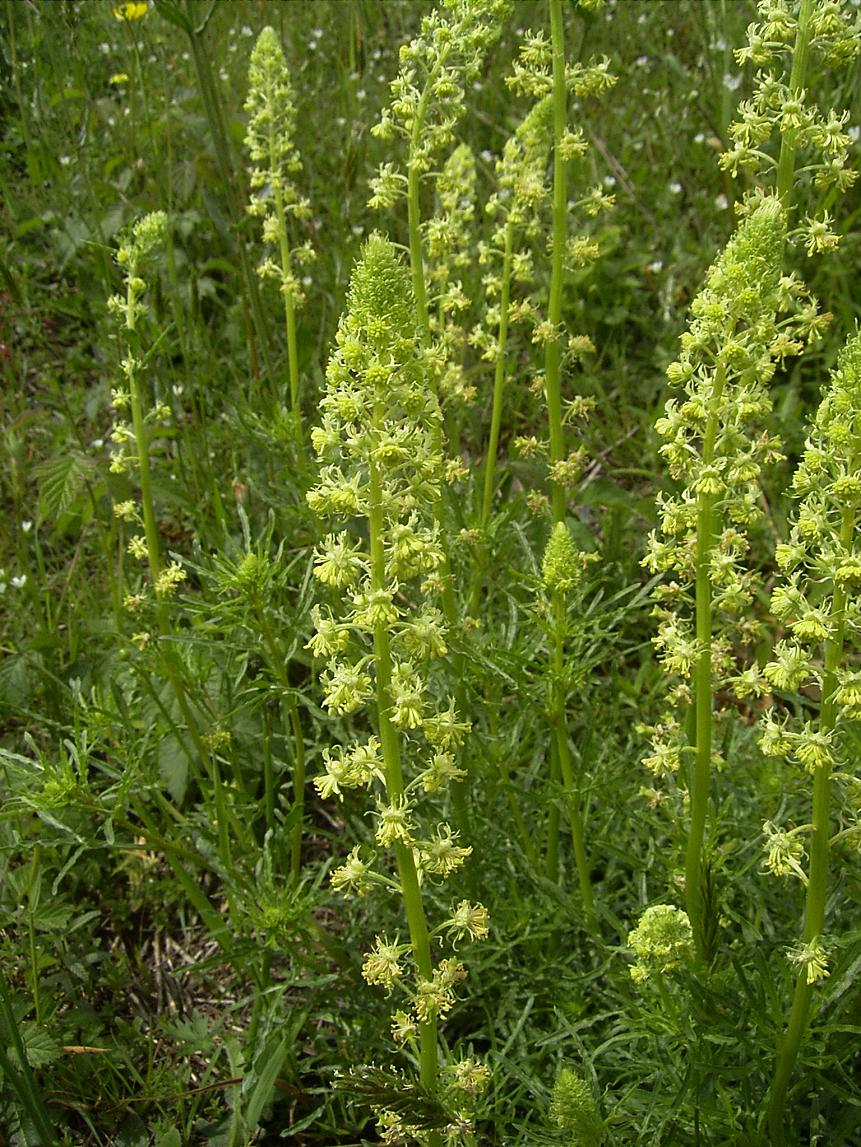
Vadrezeda (R. lutea)
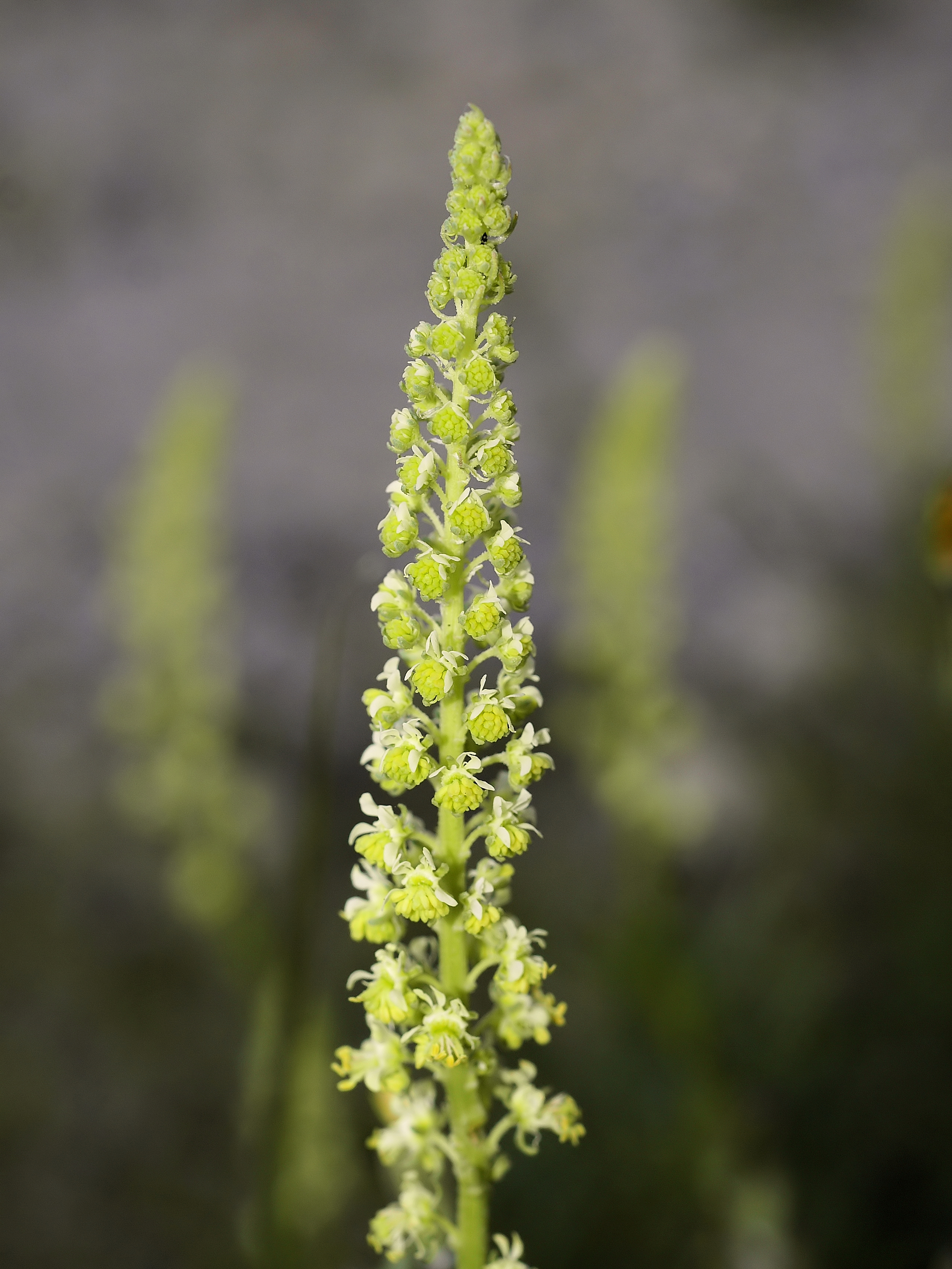
Vadrezeda virága
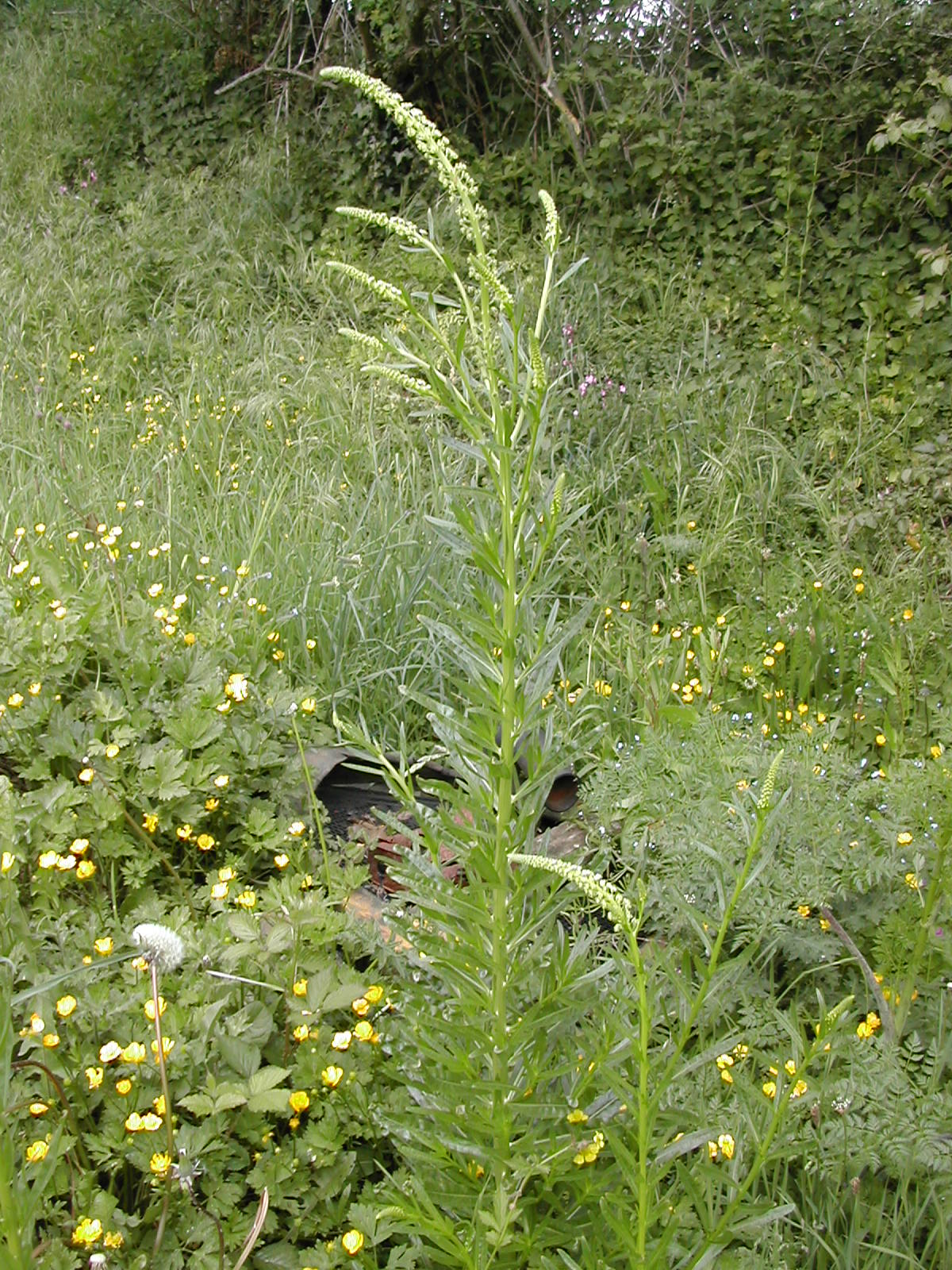
Festő rezeda (R. luteola)
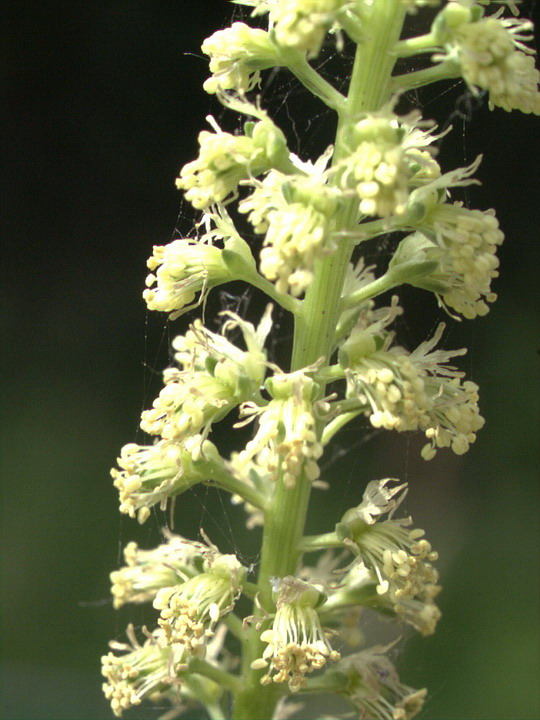
Festő rezeda virága
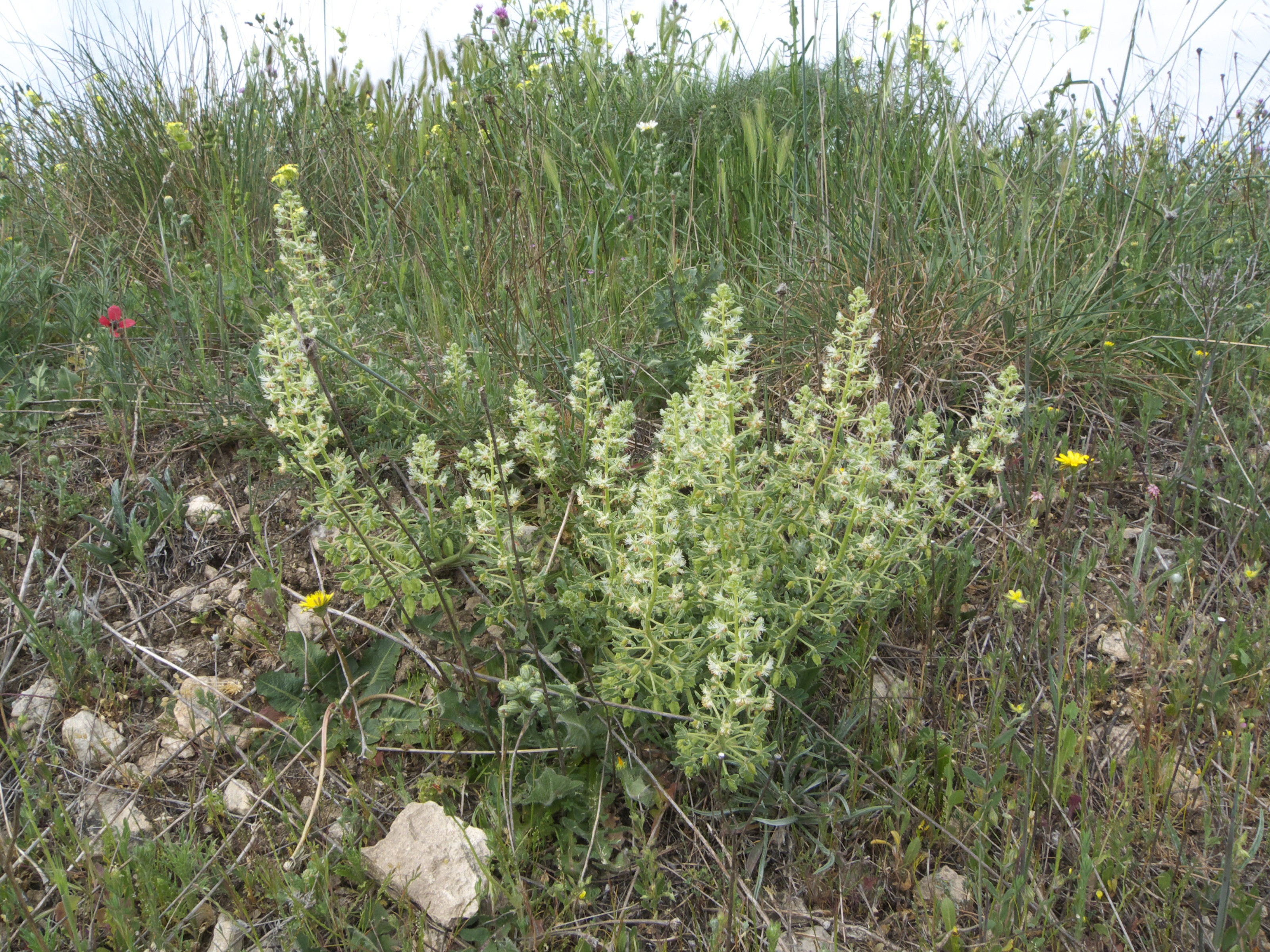
Terpedt rezeda (R. phyteuma)
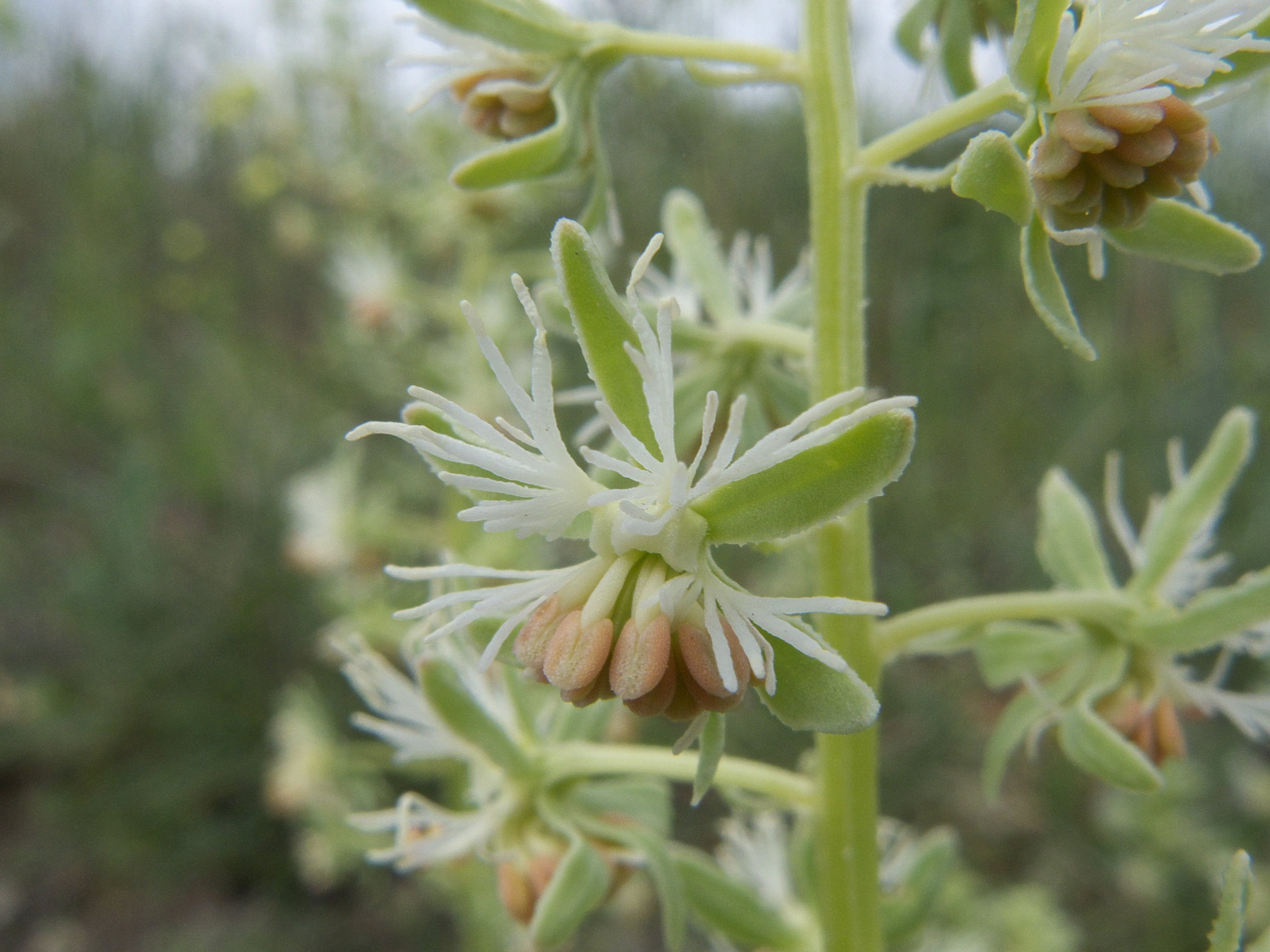
Terpedt rezeda virága
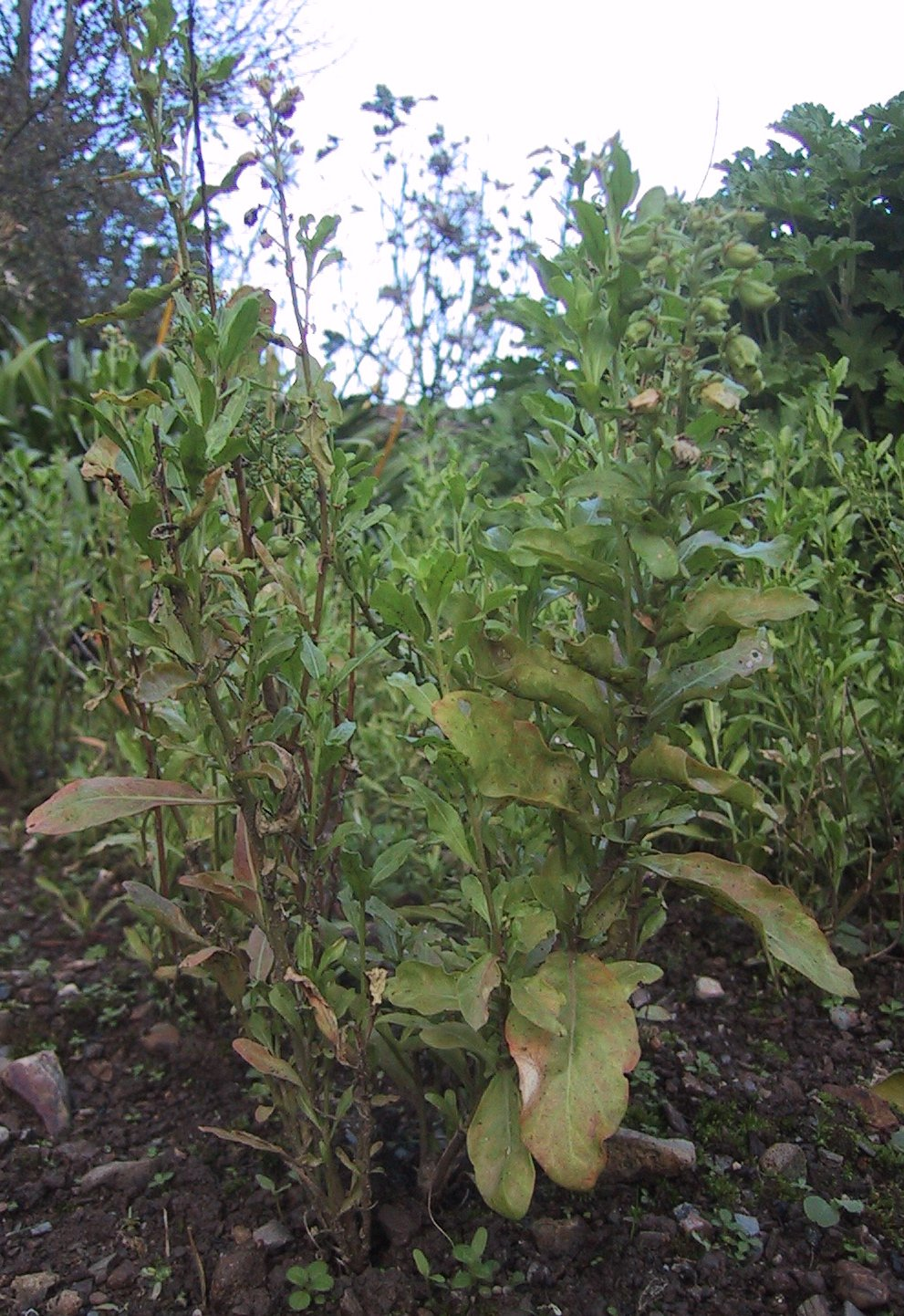
R. odorata
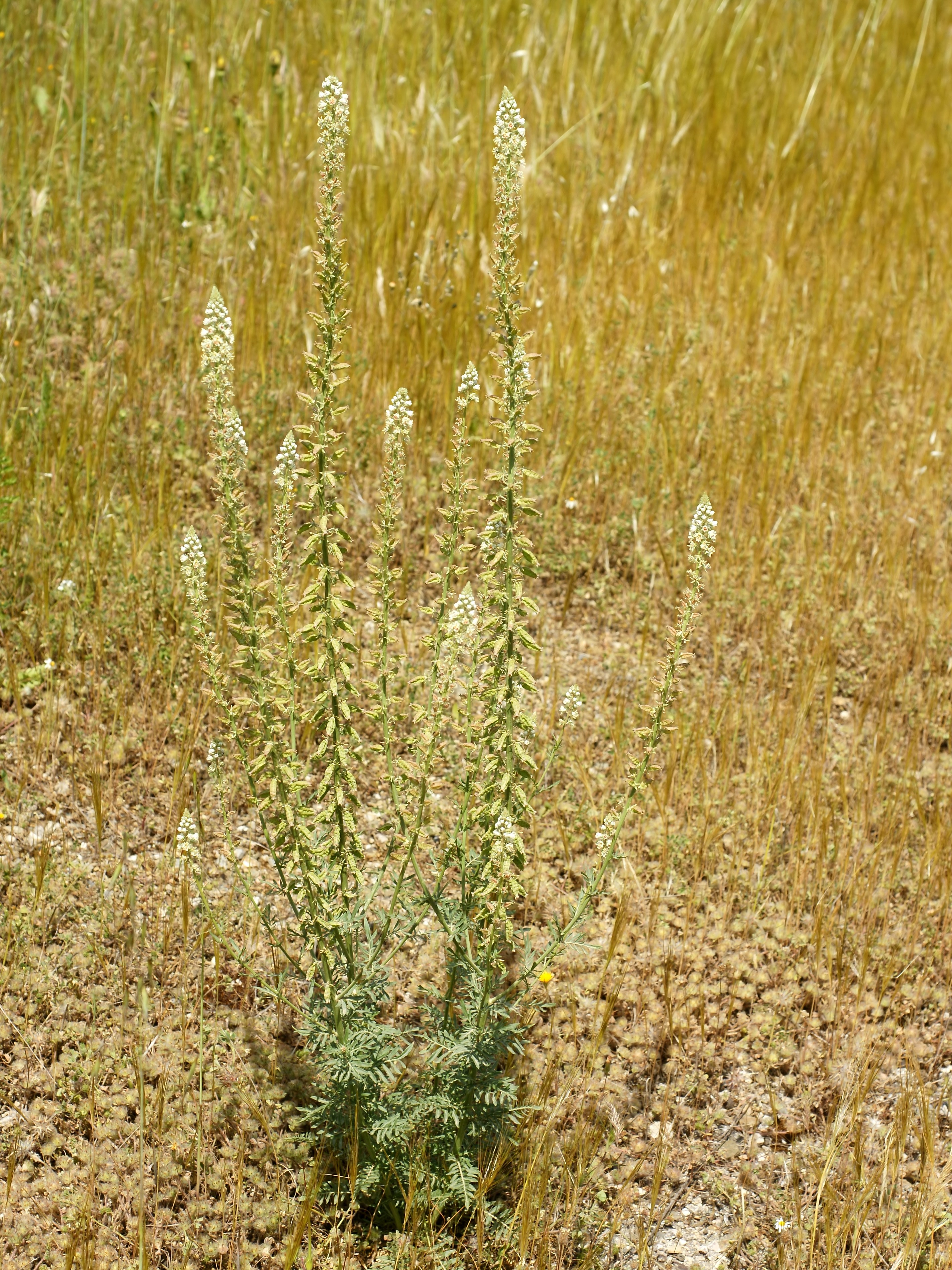
Fehér rezeda (R. alba)

### Fordítás
- Ez a szócikk részben vagy egészben a Reseda című angol Wikipédia-szócikk ezen változatának fordításán alapul.  Az eredeti cikk szerkesztőit annak laptörténete sorolja fel. Ez a jelzés csupán a megfogalmazás eredetét és a szerzői jogokat jelzi, nem szolgál a cikkben szereplő információk forrásmegjelöléseként.